# Barbacena
Barbacena är en stad och kommun i östra Brasilien och ligger i delstaten Minas Gerais. Stadens befolkning uppgick år 2010 till cirka 107 000 invånare.

## Administrativ indelning
Kommunen var år 2010 indelad i tretton distrikt:
- Barbacena
- Colônia Rodrigo Silva
- Correia de Almeida
- Costas da Mantiqueira
- Faria
- Galego
- Mantiqueira do Palmital
- Padre Brito
- Pinheiro Grosso
- Ponte do Cosme
- Ponto Chique do Martelo
- São Sebastião dos Torres
- Senhora das Dores